# Geminga
Geminga (SN 437 / PSR B0633+17 / PSR J0633+17) es una estrella de neutrones situada en la constelación de Géminis. Bautizada así por el astrónomo italiano Giovanni Bignami cuando observó este objeto con telescopios ópticos, el nombre es una contracción del inglés Gemini gamma-ray source y también una expresión en el dialecto lombardo de Milán que significa «no está ahí». Se encuentra a 552 años luz de distancia del sistema solar.

## Descubrimiento

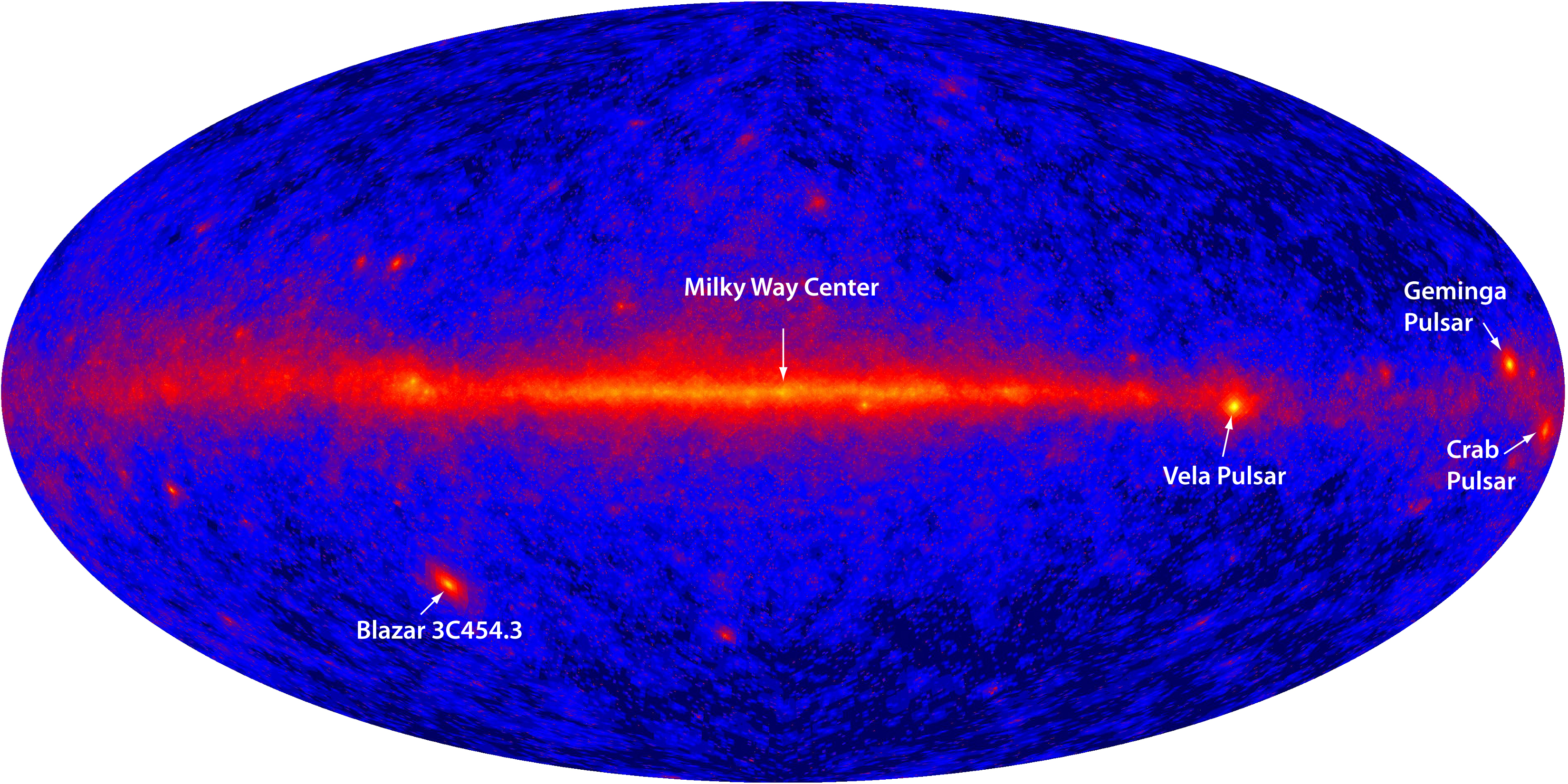
Posición de Geminga en la Vía Láctea. Créditos: NASA/DOE/International LAT Team.

Descubierta en 1972 por el satélite SAS-2 como una intensa fuente de rayos gamma que no coincidía con ningún objeto conocido, la existencia de Geminga fue confirmada por el satélite de la Agencia Espacial Europea COS-B. Observaciones llevadas a cabo con el observatorio Einstein mostraron que la fuente de rayos gamma también emitía rayos X, aunque con un flujo muy inferior. El satélite ROSAT de rayos X encontró que la señal de Geminga se repite cada 0,237 segundos, lo que fue confirmado por el observatorio de Rayos Gamma Compton.
La revisión de los antiguos datos de COS-B y SAS-2 permitieron demostrar que el periodo de pulsación crece con el tiempo, como ocurre en todos los púlsares detectados en ondas de radio. De esta forma quedó establecido que Geminga es un púlsar, si bien es el único conocido que no emite ondas de radio.

## Características
Geminga es un púlsar invisible en ondas de radio —el único conocido con estas características— y ello puede deberse a que el rayo de ondas de radio no barre el área donde está la Tierra. Asimismo, ha sido identificado en el espectro visible como una estrella azul extremadamente tenue de magnitud +25,5. Su período de rotación es de 0,237 segundos, lo que implica que en un segundo completa 4,22 vueltas.
Se piensa que Geminga es el resto de una supernova que tuvo lugar hace unos 300 000 años. La supernova puede ser responsable, al menos en parte, del área de baja densidad en el medio interestelar que existe en las cercanías del sistema solar, conocida como la Burbuja Local.

## Posible sistema planetario
En 1997 se anunció el descubrimiento de un planeta en órbita alrededor de Geminga sobre la base de pequeñas desviaciones en el ritmo de emisión de rayos gamma, que podrían deberse a efectos gravitatorios. El hipotético planeta se encontraría a 3,3 UA de Geminga y tendría un período orbital de 5,1 años. Con una masa un 70 % mayor que la masa de la Tierra, se trataría de un planeta terrestre. Sin embargo, el descubrimiento ha sido puesto en tela de juicio, ya que recientes análisis de los datos sugieren que las desviaciones pueden ser debidas a ruidos en la señal.